# Klára Csíkné
Klára Csíkné (Kiskunhalas, 5 de agosto de 1947) é uma ex-handebolista húngara, medalhista olímpica.
Klára Csíkné fez parte do elenco medalha de bronze, em Montreal 1976.